# Mesochorus mulleri
Mesochorus mulleri là một loài tò vò trong họ Ichneumonidae.